# 58664 IYAMMIX
آي واي أي أم أم آي أكس (ويعرف أيضًا باسم 58664 آي واي أي أم أم آي أكس وفق تسمية الكوكب الصغير) (بالإنجليزية: IYAMMIX)‏ هو كويكب ضمن حزام الكويكبات؛ وترتيبه 58664 من حيث الاكتشاف.
اكتُشف هذا الجُرم الفلكي بواسطة Miloš Tichý ‏ في 21 ديسمبر 1997، وأُطلق عليه هذا الاسم نسبةً إلى السنة الدولية لعلم الفلك.

## وصلات خارجية
- 58664 IYAMMIX في قاعدة بيانات مختبر الدفع النفاث لأجرام النظام الشمسي الصغيرة

- الاكتشاف · مخطط المدار ·  العناصر المدارية · المعلمات المادية

- 58664 IYAMMIX على موقع ويكي سكاي: DSS2, SDSS, GALEX, IRAS, Hydrogen α, X-Ray, Astrophoto, Sky Map, Articles and images